# Lauter, Saxonia
Lauter este un oraș din landul Saxonia, Germania.

## Populație
Următorul tabel conține numărul de locuitori de la sfârșitul anului.
| 1982 până în 1988 - 1982 − 6778 - 1983 − 6659 - 1984 − 6567 - 1985 − 6457 - 1986 − 6299 - 1987 − 6200 - 1988 − 6107 | 1989 până în 1995 - 1989 − 5880 - 1990 − 5589 - 1991 − 5442 - 1992 − 5399 - 1993 − 5328 - 1994 − 5499 - 1995 − 5401 | 1996 până în 2002 - 1996 − 5303 - 1997 − 5283 - 1998 − 5255 - 1999 − 5185 - 2000 − 5199 - 2001 − 5135 - 2002 − 5103 | 2003 până în 2006 - 2003 − 5066 - 2004 − 5007 - 2005 − 4968 - 2006 − 4927 |

 Sursă: Statistisches Landesamt des Freistaates Sachsen
1. ↑  GeoNames